# 稜腹鯡鯰
稜腹鯡鯰，為輻鰭魚綱鯰形目北非鯰科的其中一種，分布於亞洲緬甸伊洛瓦底江流域，體長可達15.4公分，棲息在溪流底層水域，屬肉食性，生活習性不明。

## 擴展閱讀
維基物種上的相關：稜腹鯡鯰